# Lifeforce Tenka
Lifeforce Tenka, appelé Codename: Tenka aux États-Unis, est un jeu vidéo de tir à la première personne développé et édité par Psygnosis, sorti en 1997 sur PlayStation et Windows.